# بیتمن ۲۱۳۹۹
سیارک ۲۱۳۹۹ (به انگلیسی: 21399 Bateman، نامگذاری:1998FG57) بیست و یک هزار و سیصد و نود و نهمین سیارک کشف شده‌است که در ۲۰ مارس ۱۹۹۸ کشف شد.
قدر مطلق سیارک برابر ۹.۸ است.